# Elecciones municipales de Piura de 2014
Las elecciones municipales de Piura de 2014 se llevaron a cabo el 5 de octubre de 2014 para elegir al alcalde y al Concejo Provincial de Piura para el periodo 2015-2018. La elección se celebró simultáneamente con elecciones regionales y municipales (provinciales y distritales) en todo el Perú.

## Sistema electoral
La Municipalidad Provincial de Piura es el órgano administrativo y de gobierno de la provincia de Piura. Está compuesta por el alcalde y el Concejo Provincial.
La votación del alcalde y el concejo se realiza en base al sufragio universal, que comprende a todos los ciudadanos nacionales mayores de dieciocho años, empadronados y residentes en la provincia de Piura y en pleno goce de sus derechos políticos, así como a los ciudadanos no nacionales residentes y empadronados en la provincia de Piura.
El Concejo Provincial de Piura está compuesto por 15 regidores elegidos por sufragio directo para un período de cuatro (4) años, en forma conjunta con la elección del alcalde (quien lo preside). La votación es por lista cerrada y bloqueada. Se asigna a la lista ganadora los escaños según el método d'Hondt o la mitad más uno, lo que más le favorezca.

## Composición del Concejo Provincial de Piura
La siguiente tabla muestra la composición del Concejo Provincial de Piura antes de las elecciones.
| Partidos | Partidos                          | Regidores |
| -------- | --------------------------------- | --------- |
|          | Movimiento Regional Obras + Obras | 9         |
|          | Unidos Construyendo               | 3         |
|          | Alianza para el Progreso          | 2         |
|          | Partido Aprista Peruano           | 1         |

## Partidos y candidatos
A continuación se muestra una lista de los principales partidos y alianzas electorales que participaron en las elecciones:
| Candidatura | Candidatura    | Partidos y alianzas                                                                         | Candidatos | Candidatos                     | Ideología                                                          | Resultado previo | Resultado previo | Ref. |
| Candidatura | Candidatura    | Partidos y alianzas                                                                         | Candidatos | Candidatos                     | Ideología                                                          | Votos (%)        | Reg.             | Ref. |
| ----------- | -------------- | ------------------------------------------------------------------------------------------- | ---------- | ------------------------------ | ------------------------------------------------------------------ | ---------------- | ---------------- | ---- |
|             | Obras + Obras  | Lista - Movimiento Regional Obras + Obras (Obras + Obras)                                   |            | Ruby Rodríguez Vda. de Aguilar | Regionalismo piurano                                               | 20.96%           | 9                |      |
|             | APP            | Lista - Alianza para el Progreso (APP)                                                      |            | Wilmar Elera García            | Liberalismo económico Conservadurismo liberal Populismo de derecha | 20.13%           | 2                |      |
|             | SP             | Lista - Somos Perú (SP)                                                                     |            | Víctor Castro Balcázar         | Democracia cristiana Conservadurismo social                        | 6.43%            | 0                |      |
|             | FP             | Lista - Fuerza Popular (FP)                                                                 |            | Félix Chang Apuy               | Fujimorismo Conservadurismo social Populismo de derecha            | 3.98%            | 0                |      |
|             | MAS            | Lista - Movimiento de Afirmación Social - Acción (MAS)                                      |            | Evin Querebalu Román           | Regionalismo piurano                                               | 3.71%            | 0                |      |
|             | RPT            | Lista - Región para Todos (RPT)                                                             |            | Freddy Aponte Guerrero         | Regionalismo piurano                                               | 3.71%            | 0                |      |
|             | PPC– Por Todos | Lista - Por Todos (PPC–Por Todos) – Partido Popular Cristiano (PPC) – Por Todos (Por Todos) |            | Eduardo Arbulú Gonzales        | Democracia cristiana Conservadurismo social Regionalismo piurano   | 3.67%            | 0                |      |
|             | FR             | Lista - Movimiento Independiente Fuerza Regional (FR)                                       |            | Víctor Lizana Puelles          | Regionalismo piurano                                               | 3.28%            | 0                |      |
|             | VP             | Lista - Vamos Perú (VP)                                                                     |            | Germán Tay Ayón                | Populismo Socialdemocracia                                         | Nuevo            | Nuevo            |      |
|             | UDN            | Lista - Unión Democrática del Norte (UDN)                                                   |            | Óscar Miranda Martino          | Regionalismo piurano                                               | Nuevo            | Nuevo            |      |
|             | MRSP           | Lista - Movimiento Regional Seguridad y Prosperidad (MRSP)                                  |            | Marlon Savitzky Mendoza        | Regionalismo piurano                                               | Nuevo            | Nuevo            |      |
|             | AGRO SÍ        | Lista - AGRO SÍ (AGRO SÍ)                                                                   |            | Fabián Merino Marchán          | Regionalismo piurano                                               | Nuevo            | Nuevo            |      |

## Sondeos de opinión
Las siguientes tablas enumeran las estimaciones de la intención de voto en orden cronológico inverso, mostrando las más recientes primero y utilizando las fechas en las que se realizó el trabajo de campo de la encuesta. Cuando se desconocen las fechas del trabajo de campo, se proporciona la fecha de publicación.
Leyenda:
     Sondeo realizado en el periodo de prohibición legal de la difusión de sondeos de intención de voto.

### Intención de voto
La siguiente tabla enumera las estimaciones ponderadas (sin incluir votos en blanco y nulos) de la intención de voto.
|                                |            |   |      |      |      |     |     |      |  |  |  |  |  |
| Elecciones municipales de 2014 | 5 oct 2014 | — | 30.3 | 21.5 | 14.3 | 9.1 | 6.1 | 8.8  |  |  |  |  |  |
|                                |            |   |      |      |      |     |     |      |  |  |  |  |  |
| Ipsos Perú/América             | 5 oct 2014 | ? | 36.0 | 20.2 | 14.8 | –   | –   | 15.8 |  |  |  |  |  |

## Resultados

### Sumario general
| |                                                    |              |              |              |           |           |  |  |
| Partidos y coaliciones | Partidos y coaliciones                             | Voto popular | Voto popular | Voto popular | Regidores | Regidores |  |  |
| Partidos y coaliciones | Partidos y coaliciones                             | Votos        | %            | ±pp          | Total     | +/−       |  |  |
| | Unión Democrática del Norte (UDN)                  | 107,176      | 30.30        | Nuevo        | 9         | +9        |  |  |
| | Alianza para el Progreso (APP)                     | 75,903       | 21.46        | +1.33        | 3         | +2        |  |  |
| | Movimiento Regional Seguridad y Prosperidad (MRSP) | 50,743       | 14.35        | Nuevo        | 2         | +2        |  |  |
| | Región para Todos (RPT)                            | 32,176       | 9.10         | n/a          | 1         | +1        |  |  |
| | Movimiento Independiente Fuerza Regional (FR)      | 21,717       | 6.14         | +2.86        | 0         | ±0        |  |  |
| | Fuerza Popular (FP)1                               | 19,360       | 5.47         | +1.49        | 0         | ±0        |  |  |
| | Movimiento Regional Obras + Obras (Obras + Obras)  | 17,673       | 5.00         | –15.96       | 0         | –9        |  |  |
| | AGRO SÍ (AGRO SÍ)                                  | 10,983       | 3.11         | Nuevo        | 0         | ±0        |  |  |
| | Por Todos (PPC–Por Todos)2                         | 6,782        | 1.92         | –1.75        | 0         | ±0        |  |  |
| | Somos Perú (SP)                                    | 4,757        | 1.34         | –5.09        | 0         | ±0        |  |  |
| | Movimiento de Afirmación Social - Acción (MAS)     | 4,498        | 1.27         | n/a          | 0         | ±0        |  |  |
| | Vamos Perú (VP)                                    | 1,925        | 0.54         | Nuevo        | 0         | ±0        |  |  |
| |                                                    |              |              |              |           |           |  |  |
| Total | Total                                              | 353,693      |              |              | 15        | ±0        |  |  |
| |                                                    |              |              |              |           |           |  |  |
| Votos válidos | Votos válidos                                      | 353,693      | 82.49        | +6.66        |           |           |  |  |
| Votos en blanco | Votos en blanco                                    | 39,780       | 9.28         | –5.87        |           |           |  |  |
| Votos nulos | Votos nulos                                        | 35,307       | 8.23         | –0.79        |           |           |  |  |
| Votos emitidos | Votos emitidos                                     | 428,780      | 85.90        | –1.15        |           |           |  |  |
| Abstenciones | Abstenciones                                       | 70,364       | 14.10        | +1.15        |           |           |  |  |
| Votantes registrados | Votantes registrados                               | 499,144      |              |              |           |           |  |  |
| |                                                    |              |              |              |           |           |  |  |
| Fuente: |                                                    |              |              |              |           |           |  |  |
| Notas al pie: 1 Comparado con los resultados de Fuerza 2011 (F2011) en las elecciones de 2010. 2 Comparado con los resultados del Partido Popular Cristiano (PPC) en las elecciones de 2010. |                                                    |              |              |              |           |           |  |  |
| Notas al pie: |                                                    |              |              |              |           |           |  |  |
| 1 Comparado con los resultados de Fuerza 2011 (F2011) en las elecciones de 2010. 2 Comparado con los resultados del Partido Popular Cristiano (PPC) en las elecciones de 2010.               |                                                    |              |              |              |           |           |  |  |

## Elecciones municipales distritales

### Resultados por distrito
La siguiente tabla enumera el control de los distritos de la provincia de Piura. El cambio de mando de una organización política se resalta del color de ese partido.
| Distrito              | Alcalde(sa) titular                                        | Partido político                                           | Partido político                                           | Alcalde(sa) electo(a)        | Partido político | Partido político            |
| --------------------- | ---------------------------------------------------------- | ---------------------------------------------------------- | ---------------------------------------------------------- | ---------------------------- | ---------------- | --------------------------- |
| Castilla              | Aura Ruesta de Herrera                                     |                                                            | Unidos Construyendo                                        | Luis Ramírez Ramírez         |                  | Unión Democrática del Norte |
| Catacaos              | José Castro López                                          |                                                            | Somos Perú                                                 | Juan Cieza Sánchez           |                  | Unión Democrática del Norte |
| Cura Mori             | Jorge Sosa Flores                                          |                                                            | Unidad Regional                                            | Macario Silva Vilchez        |                  | Seguridad y Prosperidad     |
| El Tallán             | Cipriano Zapata Ramos                                      |                                                            | Fuerza 2011                                                | Juan Mena Moscol             |                  | Seguridad y Prosperidad     |
| La Arena              | Claudio Naquiche More                                      |                                                            | Alternativa de Renovación                                  | Neylly Talledo Rojas         |                  | Alianza para el Progreso    |
| La Unión              | Vicente Seminario Silva                                    |                                                            | Alianza para el Progreso                                   | Walter Ayala Antón           |                  | La Unión Corazón            |
| Las Lomas             | Santos Neira Simbala                                       |                                                            | Partido Popular Cristiano                                  | Santos Neira Simbala         |                  | Obras + Obras               |
| Tambo Grande          | Francisco Ojeda Riofrío                                    |                                                            | AGRO SÍ                                                    | Gabriel Madrid Orúe          |                  | Seguridad y Prosperidad     |
| Veintiséis de Octubre | Creación del distrito (Ley N° 29991, 2 de febrero de 2013) | Creación del distrito (Ley N° 29991, 2 de febrero de 2013) | Creación del distrito (Ley N° 29991, 2 de febrero de 2013) | Práxedes Llacsahuanga Huamán |                  | Unión Democrática del Norte |